# Johanne Nielsdatter (Brock)
Johanne Nielsdatter (Brock), gift med Oluf Axelsen Thott, medregnes som regel til Slægten Brock, fordi hun i et samtidigt brev kaldes faders faster til Lave Eskesen Brock og Axel Lagesen.
Hun skulle altså have været søster til den i 1404 dræbte Jens Jensen, men hvorledes er rigtignok uforståeligt. Hun kan ikke have været han helsøster, da Hr. Jens Andersen aldrig kaldes Niels, og hun hed jo Nielsdatter, men hun kan heller ikke være hans halvsøster, thi så skulle hun enten være født inden 1365, hvilket er omtrent Jens Jensens fødselsår, hvis hun var datter af hans moder af et tidligere ægteskab, eller også efter 1408 Hr. Jens Andersens dødsår, hvis hun var af et senere ægteskab, men begge dele er umulige da i første tilfælde skulle hun være omtrent 100 år ved sin død i 1461, i sidste tilfælde skulle hun være født, da hendes moder mindst var 65 – 70 år gammel. 
På den anden side er det ufatteligt, hvorledes hun kan have arvet Vemmetofte efter Hr. Jens Andersens død, når hun ikke var barn af dennes hustru. 
Hr. Jens Laurentsens datter, som var Vemmeltoftes egentlige ejerinde, og endda bliver det ubegribeligt, hvorfor ikke Jens Jensens og hans sønner arvede andel i gården sammen med hende.
Man har ment at Hr. Jens Andersen havde to sønner, Niels Jensen, fader til Fru Johanne og Jens Jensen, men dels ville Fru Johanne så ikke have været faders faster, men faders søskendebarn til Jens Jensen sønner, og dels er det sikkert, at Niels Jensen og Jens Jensen er en person. Hendes herkomst bliver ikke mere opklaret ved at Lave Eskesen Brock stedfar Corfits Rønnov og hans søn Tønne Rønnov er hendes arvinger.
Denne gådefulde Fru. Johanne, synes for øvrigt at have været gift med Hr. Iven Bryske, inden hun var gift med Oluf Axelsen Thott, da Hr Iven skrives til Vemmetofte (jf. Side 121) der i 1505 var enke og gjorde mageskifte med Henning Kirt (død 1542) han er begravet i Mariager Kirke. I 1509 holdtes skifte mellem Hr. Henrik Knudsen Gyldenstierne (vistnok som værge for sin fætter Hr. Laves børn af første ægteskab), Hr. Niels Høeg (som værge for børnene af andet ægteskab) svigersønnen Hr. Axel Brahe og Peder Lykke efter Hr. Lave Brock, Fru Else, Oluf Olesen og unge Lave Brok.
Børn af første ægteskab 
Esge Brok, blev i 1482 immatrikuler i Rostock, og kaldes E.B. de Selandia, Magister, Kannik i Roskilde. Han mødte som fuldmægtig for sin fader i en sag på Københavns Rådhus, havde i 1502 præbendet Rota ved Roskilde Domkirke, men døde inden den 20. juli 1502, da Hr. Lage Brok indstillede Ove Bille til dette ved sønnens død ledige Præbendet.
Hr. Jens Brok er vel den Niels Brok af Barsebæk, som stod i fjendskab til Ærkebispen Børge, og i 1486 var hofsinde, medunderskrev i 1491 stiftelsesbrevet på Sankt Peders alter i Frue Kirke i København og var da ridder, trættede i 1492 sammen med sin fader mod Kronen angående noget afgift på et fiskerleje ved Barsebæk, lå i 1501 i borgeleje på Herrisvad Kloster med 5 heste. Han døde på Fyn den 24. august 1502, en fornem rig Herremand.
Knud Lagesen Brok levede i 1496, da han i Lund udgav et følgebrev på noget Gods til Niels Hak.
Margrethe , gift med Hr. Niels Clausen til Elling ( førte to sparrer i sit våben). Han måtte på grund af landsforræderi flygte til Sverige og forbrød sit og sin husfrues Gods, deriblandt Frøbjerg, hvilket Kongen i 1506 overdrog til Hr. Henrik Knudsen Gyldenstierne, men i 1540 blev det tilbagegivet til hendes i Sverige bosatte arvinger.
Anne til Hammer, skulle i 1500 ledsage Prinsesse Elisabeth på bruderejsen til Brandenburg. Anne døde 28. oktober 1524 og er begravet i Ystad Kirke. Hun var gift første gang med Hr. Ludvig Marsk (Munk) til Østrup, han døde i 1500 og er begravet i Gråbrødre Kirke i Odense. Anne blev gift anden gang før 1507 med Hr. Axel Brahe til Krogholm, han døde den 22 – 24. februar 1551, han blev gift anden gang i 1525 med Sophie Rosenkrantz (født 1493 – døde 1558)
Børn af andet ægteskab 
Unge Lage Brok var død i 1508, da skifte holdtes efter ham.
Niels Brok til Estrup, Vemmetofte og Barsebæk, opsagde i 1523 Kong Christian 3. huldskab og troskab, blev takseret i 1525 til seks glavind og fire skytter, var i 1530rigsråd og i 1530 – 1534 forlenet med Ulvborg og Hind Herreder, fik i 1532 tilladelse til at indlæse Riberhus, som svigerfaderen havde i pant, faldt den 16. oktober 1534 i slaget ved Svenstrup i bøndernes fangeskab, han døde den 18. december 1534. Niels Brok var gift med Jytte Podebusk Predbjørnsdatter, hun døde 26. maj 1573 i Randers og blev begravet den 28. juni i Aarhus Domkirke. Jytte Podebusk var gift anden gang med Knud Gyldenstierne til Aagaard, han døde 8. december 1560 på Vestervig.
Ide til Barsebæk døde i 1531 eller 1532, gift med Hr. Truid Gregersen Ulfstand til Torup født 1487 og døde i november 1545, han var gift anden gang før 1535 med Gørvel Faddersdatter sparre som døde 20. april 1605